# 한국의 신흥종교
한국의 신흥종교(韓國-新興宗敎)는 구한말의 정치적·사회적 혼란기에 출현한 종교들을 시초로 본다.
정치의 타락과 유교의 부패, 그리고 천주교의 토착화 실패로 사회적 혼란이 극에 달했을 때 하층민(민중) 사이에서 발생하였다.
과거의 신흥 종교는 정국의 혼란, 사회적 불안, 가치관의 붕괴, 지배종교의 부재, 기성종교의 외면 등등 복합 사회병리적 요인을 바탕으로 생성되었다면, 오늘날의 신흥종교는 기성종교의 고루성이나 교리의 진부성, 행실의 불륜성·경제성 또는 경전 해석 차이 등으로 인해 기성종교에서 분화되어 발생하는 양상을 보인다.
과거 한국 신흥종교의 발생은 압제된 민중의 빈곤·질병·무지에서 벗어나려는 움직임을 반영하는 것이라고 해석되며, 자연발생적으로 일어나는 현상으로 해석되기도 한다. 이는 한 사회에서의 신흥종교의 증가율은 사회적 아노미 현상과 정비례하는 것이며, 반대로 안정된 사회일수록 신흥종교의 자연 소멸률은 높아진다는 주장의 바탕이 된다.

## 개념
신흥종교란 단어는 한 사회의 혼란상을 배경으로 새롭게 발흥된 종교의 모습을 지칭한 말이다. 따라서 이 말은 두 가지 측면에서 그 의미를 규정할 수 있다. 하나는 부정적이며 어두운 면으로, 다른 하나는 긍정적이며 밝은 면으로 정의를 내릴 수 있다.
전자는 신흥이란 말 자체가 의미하듯이 걷잡을 수 없는 풍조 속에서 한때 발생하는 데 유리한 조건을 타고 우후죽순격으로 발흥·유행하다가 또 다른 사조가 일어날 때에는 풍전등화격으로 사라질 수도 있다는 뜻을 내포하며, 후자는 역사적 창조성을 지닌 종교라고 이해하고 풀이할 수도 있다는 면에서 본 관점이다. 왜냐하면 오늘날의 고등종교가 창교되던 당시 석가나 공자나 예수의 활동은 누구나 잘 알 수 있듯이 신흥종교의 모습이었기 때문이다.
신흥종교라는 말은 일반적으로 기성종교와 대치해서 쓰여진 상식적 용어이며, 그 의미는 '새로운 믿음의 집단'이 형성되어 가는 상태라고 말해도 무방할 것이다. 일제강점기에는 한국 고유신앙 전체를 일괄하여 유사종교(類似宗敎)라고 단정하기도 했으며, 한국전쟁 직후 혼란상을 틈타 또다시 많은 신흥종교가 발흥되었을 당시 민심을 현혹시키고 사회적 문제를 일으킨다 하여 치안국에서 그들을 조사할 때 붙인 이름은 국산종교(國産宗敎)였다. 한국사회에서 신흥종교란 말의 개념은 문학적 반성없이 자기 종교 아닌 타종교를 저열시하려는 데서 한때 유사종교란 말로 무차별하게 통용되기도 했다. 신흥종교의 개념은 현대사회의 새로운 문제로 대두되고 있으며, 매우 넓은 의미를 지니고 있으므로 학문적 검토가 필요하다는 지적이 있다.

## 계보
첫째, 유교·불교·기독교 등과 같은 기성종교가 오랫동안 전통화되어 나온 가운데 토착화 과정에서 시대적·사회적·여건에 따라 분파 현상으로 파생된 새로운 종파를 신흥종교라 할 수 있다. 유교에서 분파된 신흥종교는 김항(金恒, 1826∼1898)의 영가무도교, 강대성(姜大成)의 일심교(一心敎) 등 6종파이며, 불교계에서 분파된 신흥종교는 천화불교(天華佛敎)·불입종(佛入宗) 등 64종파(계룡산하 40종)나 되고, 기독교에서 분파된 신흥종교는 세계일가공회(世界一家公會)·새일수도원 등 25종파로 나뉘어 있다.
둘째, 근세에 일어난 종교사상 중 특히 동학사상과 단군숭배에서 연원(淵源)하여 분화된 각종파들을 들 수 있다. 최제우의 동학사상은 최시형을 거쳐 손병희에 이르러 천도교로 개칭되면서 건전한 민족종교로 성장하여 왔다. 그러나 손병희대에서 분화현상이 시작되어 지금은 천진교(天眞敎)·수운교(水雲敎)를 비롯하여 20여 종파의 신흥종교가 있으며, 또한 민중 고유의 단군신앙 역시 나철에 의하여 민족사상을 근간으로 하는 건전한 민족종교로 발전하는가 하면 극히 기본적이고 은둔적인 방향으로 전락한 광명대도(光明大道) 불아신궁(亞亞神宮) 등 17여 종파의 신흥종교가 형성되어 있다.
셋째, 한국 고유의 민간신앙을 토대로 기성종교의 교리나 어떤 다른 사상들을 습합하여 새 종단을 형성한 습합적 신흥종교 '신명사상(神明思想)을 주축으로 한 유합적 신흥종교'가 있는데 대표적인 것으로는 강일순(姜一淳, 1871 ∼1909)을 중심으로 형성된 종교집단으로서 보천교(普天敎)·태극도(太極道) 등 47종과 봉남계(奉南系) 12종, 각세도계(覺世道系) 10종, 계통불명 10여 종파인데 이들은 모두 습합적 신흥종교들이다.
넷째, 토속성이 강한 샤먼적 신흥종교들이 형성되고 있다. 이를 무속숭신계(巫俗崇神系) 신흥종교라고도 부른다. 이들은 치병(治病)·요행(僥倖)·기도로써 약자의 심리를 풀어 주며, 주술성이 많은 영험한 인간을 믿고 따르는 사람들을 집단화하여 조직된 종교들이다. 여기에서는 사회봉사정신은 찾아볼 수 없고 교리는 전무한 상태이다. 이 집단을 신흥종교 분야로 취급하고 있으나, 특히 이런 집단 속에서 유사 종교를 많이 찾아볼 수 있다. 이에 속하는 것은 관성묘(關聖廟) 등 20여 종파에 달한다.

## 유형
한국 신흥종교의 여러 가지 유형을 발생원인적·구조적·사회심리적·현상학적으로 각각 분류한다.
발생원인적으로 분류하면, 첫째 기성종교의 성립 과정, 즉 발생초기에서와 같은 창조성과 보편성을 가진 절실한 참 종교가 있고, 둘째 기성종교에서 부식된 '섹트(sect)'나 '싱크레티즘(Syncretism)'의 준종교(準宗敎)도 있고, 셋째 종교적 형태는 갖추었으나 주술로써 사회 여건과 수준에 맞추어 부식(腐殖)하려는 종교, 즉 '샤머니즘'적 민간신앙을 토대로 한 종교로 나누어 볼 수 있다.
구조적 유형으로 보면, 첫째 기성종교와 동일한 구조를 갖춘 신흥종교, 둘째 교주를 두지 않고 어떤 원리를 신앙의 본거로 삼아 조직된 신흥종교, 셋째 무당의 당골집과 같이 신(제)단(神<祭>壇)을 차려 제(祭)행위를 하며 간판은 내걸고 있으나 고정 신도를 갖지 않은 신흥종교로 나눌 수 있다.
사회심리적 분류, 즉 신도들의 사회에 대한 성향을 보고 분류해보면 첫째 공격형, 둘째 타협형, 셋째 도피형으로 나눌 수 있다. 신흥종교는 사회적으로 눌린 사람들의 원망복합체(願望複合體)이므로 하층민의 좌절과 소망이 반영된 거울이라 하겠다.
현상학적(現象學的) 유형을 분류해 보면 분파적 신흥종교와 습합적 신흥종교로 대별할 수 있고, 전자를 다시 분파형과 탈피형으로, 후자를 '히어로(Hero)'형과 '길드(Guild)'형으로 분류할 수 있다. 분파적 신흥종교에서 어떤 기성종교를 모태로 하여 성장하려는 경우는 '분파형'이며, 모태로 했던 기성종교와는 전혀 다르게 그 모태 종교와는 관계 없이 성장하려는 경우는 '탈피형'이다. 이 분파적 신흥종교는 기성종교가 토착화하는 과정에서 실패할 경우 발생한다.
습합적 신흥종교란 기성종교와 같으려는 표준형이 전무하고 완전 자기중심적으로 유합하여 설립된 종교 단체이다. '히어로형'은 어떤 탁월한 인물이 과거의 경험을 되살려 적절한 교리·교강을 마련하고 스스로 교주가 되며 추종자를 규합하려는 형이다. '길드형'은 사회 이면에서 극도로 현실에 불만을 품고 방황하던 몇몇 사람들이 어떤 인연으로 만나 이상사회를 구가하는 의지를 통합하여 결합되는 일종의 '길드사회주의'적 형식을 취하는 종교이다.
한국에 있어서 이같은 신흥종교의 격증은 조선의 패망, 일제의 침략, 8·15해방, 한국전쟁 등 대변환의 악순환 상태에서 자연적인 현상이었다. 따라서 한국에서 일어난 신흥종교와 같은 현상은 일찍이 어느 때 어느 사회에서도 찾아볼 수 없는 것이었으니 점차 한국 사회의 특수한 문제로 대두하고 있는 것이다. 그 발생적 원인을 분석하는 것은 중요한 일이다.

## 특성
첫째, 타종교의 교리를 절충·종합하여 교리 체계를 구성한다. 기독교에서 분파한 계통을 제외하고는 대부분이 유(儒)·불(佛)·선(仙) 3교의 융합·합일을 주장하여 기성종교의 무력에 실망한 민중의 요구에 응하려 했던 것이니 그 시원은 동학 사상에서 찾을 수 있다.
둘째는 후천개벽(後天開闢) 사상이니 현재까지의 시대를 선천시대(先天時代)로, 현재 이후의 시대를 후천시대로 구분하여 전면적인 변혁이 이루어진다고 보는 사상이다. 이는 세사(世事)와 인사(人事)를 옛날과 오늘날의 세계로 구분하여 시운(時運)으로 관찰하려는 일종의 운명관이며, 최제우의 선후천개벽, 김항(金恒)의 정역사상(正易思想), 강일순(姜一淳)의 후천세계 등이 대표적인 예이다. 이 후천 개벽사상은, 기성종교에서 주로 내세의 천국을 말하는 데 대해 현세적 지상천국을 지향하는 데에 큰 특징이 있으며, 오랫동안 불안과 고뇌 속에 살아오던 민중들에게 희망과 동경을 일으켜 줄 수 있는 새로운 역사관이었다고 볼 수도 있다. 그리하여 극락선경·용화도운 춘원선경 등으로 표현되는 각종 이상세계를 제시하였으나 교도들이 현세 이익적인 사고방식에서 탈피하지 못하게 되는 결과를 가져왔다.
셋째는 처음에는 신을 신앙대상으로 하지만 점차 교주자신을 신격화한다는 점이다. 신자들이 교리를 실천하고 교법을 신봉하는 면에 관심을 두지 않고 교주를 신격화하여 그 초월적인 능력을 받는 데에 치중하였던 점이다. 여기에서 교주는 하늘에서 강림한 천신 또는 하늘이 내린 신인(神人)으로 받들어져서 인간화한 신 또는 신화(神化)한 인간으로 숭앙되었다. 그리하여 교주는 영술(靈術)·기적 등을 행하여 널리 중생을 구원하는 일을 행하는 것으로 여겨진다. 따라서 교주에 절대복종을 요구하여 많은 폐해가 발생하고, 절대권위를 가진 교주가 죽으면 자연 교세가 분열, 위축된다.
넷째, 정감록의 영향을 많이 받고 있는 점이다. 정감록 사상은 음양 풍수사상을 기초로 한 고유한 민간신앙으로 말세가 되어 세상이 혼란하면 정도령이 출현하여 세상을 구원한다는 일종의 '메시아'적 사상과 한국적인 택지사상에 근거한 10승지(十勝地)사상을 주된 내용으로 하고 있다. 진인(眞人)이 출현하여 세상을 다스린다는 사상은 오랫동안 평화롭지 못했던 당시의 세태에서 빛을 보기에 적합한 사상이었고, 10승지사상은 각종 신흥종교에서 선민의식(選民意識)으로 발전하여 계룡산을 한국의 중심으로, 한국을 세계의 중심으로 보는 사상을 이루기도 하였다.
기독계열 신흥종교에서는 성경에 언급한 동방의 에덴동산이 한반도라고 하거나, 말세론을 내세워 공포분위기를 조성한 뒤 자신들만이 선택받았다는 선민의식을 주입시키고, 말세에 발생하는 혼란으로부터 안전한 피난처를 지정하여 합류를 유도하고 그 대가로 헌금이나 재산헌납 등을 강요한다. 여기에다 성경 등 기존 종교 경전에 대한 자의적 해석을 통한 신도 미혹과 교주의 부도덕한 생활 등도 보태진다.
다섯째는 신명(神明)사상이니 사람이 신명과 동화해 신적 권능을 얻고 신의 조화를 부릴 수 있다는 사상이다. 이는 토속적 샤먼의 다신(多神)·다령(多靈) 신앙을 기초로 성립된 것으로, 특수한 수련을 통해 신과 접화(接化)하는 것을 바라는 사상이며 신화도통(神化道通)·통령(通靈)·성령강림 등의 표현에서 찾아볼 수 있다.
여섯째, 교주들의 사기, 간음 등 비윤리적 생활이 사회문제화 되지 않은 한 여간해 비리나 부정이 겉으로 드러나지 않는다.
일곱째, 신흥 종교가 등장 이유에 대해서는 다양한 견해가 있으나 정치.겅제.사회적 혼란이 심해 현세에 대한 위기의식이 고조될 때, 또는 기성종교가 제구실을 못해 사회적으로 소외된 계층을 적절히 수용하지 못할때이다.

## 신흥종교의 실태
한국내 신흥종교는 약 4백여종에 신도수는 1백50만명 정도에 이른다. 13계 계통으로 분류할 수 있는데, 동학계, 단군계, 증산교계, 남학계, 봉남교계, 불교계, 기독교계, 일관도계, 각세도계, 무속숭신계, 연합계, 외래계, 계통불명계 등이다. 계통별 교단수는 불교계(78), 기독교계(76), 증산교계(58), 단군계(36), 외래계(36), 무속숭신계(26) 등이다. 지역별로는 서울이 1백30개소로 가장 많고 다음은 전북(66), 충남(48), 경기(29), 대전(22) 가 있다.
서울지역에 신흥종교가 집중돼 있는 것은 신도가 많기 때문이고 전북과 충남은 모악산, 계룡산 등과 인접해 신흥종교가 터를 잡기가 용이하기 때문이다. 2백여개 교단은 지난 80년이후 가치관과 종교관이 흔들리고 정치.사회적 불안한 시기에 생겨난 것들이어서 신흥종교의 등장이 사회, 시대 상황과 밀접한 관련을 갖는 것으로 추정됐다.
지금까지 큰 사회적 물의를 일으킨 사이비 종교로는 3백여명의 교도를 살해 또는 간음한 것으로 드러난 백백교(1940년)를 비롯, 용화교(62년) 동방교(74년) 장막성전(75년) 만교통화교(80년) 일명 섹스교로 알려진 하나님의 자녀교(81년) 칠사교(83년) 다미선교회(92년) 등이 있다.

## 교주와 교조
| - 이순화 (정도교) - 남방여왕 - 한에녹 (영원한 복음) - 김성도 (성주교) - 유명화 (원산 예수교회) - 백남주 (원산 신학사) - 김백문 (이스라엘 수도원) - 황국주 (새예루살렘 순례단) - 정득은 (삼각산 기도원) - 문선명 (통일교) - 박태선 (전도관, 천부교) - 조희성 (영생교) - 김종규 (효생 기도원) - 유재열 (장막성전) - 이영수 (에덴성회) - 이만희 (신천지) - 정명석 (JMS) - 이재록 (만민중앙교회) - 이교부 (삭발교) - 김기순 (아가동산) | - 구인회 (천국복음전도회) - 최충일 (재림예수교) - 박인수 (한국예수교천국복음 전도회) - 백만종 (솔로몬 재창조교회) - 김풍일 (실로등대중앙 교회) - 정창래 (성남장막성전) - 심재권 (무지개장막성전) - 홍종효 (증거장막성전) - 진진화 (생령교회) - 이장림 (다미선교회) - 유병언 (구원파) - 박옥수 (기쁜소식 선교회) - 이요한 (생명말씀 선교회) - 박순자 (오대양) - 이유성 (여호와 새일교단) - 안상홍 (하나님의 교회) - 장길자 (하나님의 교회) - 박명호 (돌나라 한농복구회) - 신옥주 (은혜로 교회) | - 강증산 (증산교) - 박중빈 (원불교) - 전용해 (백백교) - 최태민 (영세교) - 서백일 (용화교) - 동방교 - 만교통화교 - 하나님의 자녀교 - 칠사교 - 박중빈 (소태산대종사) (원불교) |

## 같이 보기
- 종교
- 신흥종교
- 신
- 숭배